# Archidiecezja Mombasa
Archidiecezja Mombasa (łac. Archidioecesis Mombasaensis, ang. Archdiocese of Mombasa) – rzymskokatolicka archidiecezja ze stolicą w Mombasie, w Kenii.
Arcybiskup Mombasy jest również metropolitą Mombasy. Sufraganami metropolii są diecezje:
- Garissa
- Malindi

Na terenie archidiecezji żyje 35 zakonników i 286 sióstr zakonnych.

## Historia
Diecezja Mombasa i Zanzibar została erygowana 8 maja 1955. Wcześniej wierni z tych terenów podlegali arcybiskupowi Nairobi.
12 grudnia 1964 podzielono diecezję. Tym samym powstały Administratura Apostolska Zanzibaru i Pemby (obecnie diecezja Zanzibar) oraz Diecezja Mombasa.
9 grudnia 1976 diecezja utraciła część swojego terytorium na rzecz prefektury apostolskiej Garissa (obecnie diecezja Garissa).
W dniu 21 maja 1990 papież Jan Paweł II podniósł biskupstwo do godności archidiecezji.
2 czerwca 2000 na terytorium należącym m.in. do archidiecezji Mombasa powstała diecezja Malindi.

## Biskupi i arcybiskupi

### Biskupi Mombasy
- Eugene Joseph Butler CSSp (26 stycznia 1957 – 27 lutego 1978)
- Nicodemus Kirima (27 lutego 1978 – 12 marca 1988) następnie mianowany biskupem Nyeri
- John Njenga (25 października 1988 – 21 maja 1990) następnie mianowany arcybiskupem Mombasy

### Arcybiskupi Mombasy
- John Njenga (21 maja 1990 – 1 kwietnia 2005)
- Boniface Lele (1 kwietnia 2005 – 1 listopada 2013)
- Martin Kivuva Musonde (od 9 grudnia 2014)